# Ligne 5 du métro de Bruxelles
Pour les articles homonymes, voir Ligne 5.
La ligne 5 du métro de Bruxelles relie la station Érasme dans le sud-ouest de Bruxelles (Anderlecht) et la station Herrmann-Debroux dans le sud-est (Auderghem). Son trajet est constitué d’une portion de l'ancienne ligne 1A (le reste étant repris pour former en partie la ligne 6 vers le Heysel), et d'une portion de l'ancienne ligne 1B entre les stations Beekkant et Érasme.

## Histoire
Elle est constituée, dans sa majeure partie, par l’ancien tracé de la ligne 1A, mais emprunte la branche Sud-Ouest de l’ancienne ligne 1B à partir de la station Beekkant. Ce nouveau tracé évite aux rames de métro de devoir rebrousser chemin à la station Beekkant afin de parcourir la branche Nord-Ouest de la ligne 1A (tracé en « Y »), et, par là-même, induit un gain de temps de plusieurs minutes sur le trajet (les conducteurs étaient en effet obligés de changer de poste de conduite à cette station).

## Caractéristiques

### Ligne
La partie centrale de la ligne, entre Beekkant et Merode, soit environ 6 km, est exploitée en commun avec la ligne 1. Le temps de parcours pour l’entièreté de la ligne est d’environ 40 minutes. La ligne 5 est en grande partie souterraine, à l’exception d’un court tronçon sur la station Gare de l’Ouest, situé sur la branche vers Érasme, du tronçon Beaulieu - Demey, située dans la berme centrale d’une autoroute et d’un parallèle entre la ligne de chemin de fer 26, entre Thieffry et Delta. Les stations, toutefois, sont la plupart du temps couvertes.

### Stations
|  |   |   | Stations         | Communes desservies  | Correspondances |
|  | - | - | ---------------- | -------------------- | --- |
|  | ● |   | Érasme           | Anderlecht           | (B) · (74) |
|  | ○ |   | Eddy Merckx      | Anderlecht           | (B) · (74) |
|  | ○ |   | CERIA            | Anderlecht           | (B) · (73) · (75) |
|  | ○ |   | La Roue          | Anderlecht           | |
|  | ○ |   | Bizet            | Anderlecht           | (B) · (75) |
|  | ○ |   | Veeweyde         | Anderlecht           | (B) · (49) · (74) |
|  | ○ |   | Saint-Guidon     | Anderlecht           | (T) · (81) · (B) · (46) · (49) · (N13) |
|  | ○ |   | Aumale           | Anderlecht           | |
|  | ○ |   | Jacques Brel     | Anderlecht           | (B) · (89) |
|  | ○ | ● | Gare de l'Ouest  | Molenbeek            | (M) · (2) · (6) · (T) · (82) · (B) · (86) |
|  | ○ | ○ | Beekkant         | Molenbeek            | (M) · (2) · (6) · (B) · (87) |
|  | ○ | ○ | Étangs Noirs     | Molenbeek/Koekelberg | (B) · (13) · (20) · (86) · (N16) |
|  | ○ | ○ | Comte de Flandre | Molenbeek            | (B) · (86) |
|  | ○ | ○ | Sainte-Catherine | Bruxelles            | |
|  | ○ | ○ | De Brouckère     | Bruxelles            | (T) · (4) · (10) · (B) · (29) · (46) · (66) · (71) · (88) · (89) · (N04) · (N05) · (N06) · (N08) · (N09) · (N10) · (N11) · (N12) · (N13) · (N16) · (N18) |
|  | ○ | ○ | Gare Centrale    | Bruxelles            | (B) · (29) · (38) · (52) · (63) · (65) · (66) · (71) · (89) · (N04) · (N05) · (N06) · (N08) · (N09) · (N10) · (N11) · (N12) · (N13) · (N16) · (N18)      |
|  | ○ | ○ | Parc             | Bruxelles            | (T) · (92) · (93) · (B) · (29) · (63) · (65) · (66) · (N04) · (N05)                                                                                      |
|  | ○ | ○ | Arts-Loi         | Bruxelles            | (M) · (2) · (6) |
|  | ○ | ○ | Maelbeek         | Bruxelles            | (B) · (36) · (59) · (64) |
|  | ○ | ○ | Schuman          | Bruxelles            | (B) · (12) · (21) · (56) · (60) · (79) · (N06) |
|  | ○ | ○ | Merode           | Etterbeek            | (M) · (1) · (T) · (81) · (B) · (27) · (61) · (80) · (N06)                                                                                                |
|  | ○ |   | Thieffry         | Etterbeek            | (B) · (36) |
|  | ○ |   | Pétillon         | Etterbeek            | (T) · (7) · (25) |
|  | ○ |   | Hankar           | Auderghem            | (B) · (34) · (N09) |
|  | ○ |   | Delta            | Auderghem            | (B) · (71) · (72) |
|  | ○ |   | Beaulieu         | Auderghem            | (B) · (17) · (71) |
|  | ○ |   | Demey            | Auderghem            | (B) · (41) · (72) |
|  | ● |   | Herrmann-Debroux | Auderghem            | (T) · (8) · (B) · (41) · (72) · (N09) |

## Exploitation

### Fréquence
La ligne est exploitée avec les intervalles suivants. :
- Du lundi au vendredi : 5 minutes en heures de pointe, 7 minutes 30 en heures creuses, 10 minutes en soirée.
- Du lundi au vendredi pendant les vacances scolaires hors juillet-août : 6 minutes en heures de pointe, 8 minutes en heures creuses, 10 minutes en soirée.
- Le samedi : 10 minutes le matin, 7 minutes 30 l’après-midi, 10 minutes en soirée.
- Le dimanche : 10 minutes du début à la fin du service.

### Matériel roulant
La ligne 5 est équipée comme la ligne 1 de rames M6 et M7, ces dernières étant les plus courantes depuis leur mise en service en 2021.

### Tarification et financement
La tarification de la ligne est identique à celles des autres lignes (hors cas de la desserte de l'aéropport) exploitées par la STIB et dépend soit des titres Brupass et Brupass XL permettant l'accès aux réseaux STIB, TEC, De Lijn et SNCB soit des titres propres à la STIB valables uniquement sur ses lignes.
Le financement du fonctionnement de la ligne, entretien, matériel et charges de personnel, est assuré par la STIB.